# Широкова, Надежда Степановна
Надежда Степановна Велле (в замужестве Широкова; род. 1 января 1939) — бывшая фигуристка из СССР, чемпионка СССР 1963 года, серебряный призёр чемпионатов СССР 1961 и 1964 годов, бронзовый призёр 1966 и 1967 годов в танцах на льду.

## Биография
Выступала с Вячеславом Маркиным, Александром Трещёвым и Сергеем Широковым.
Мастер спорта СССР.
Окончила ГЦОЛИФК. По окончании любительской карьеры работала тренером по фигурному катанию. Заслуженный тренер РСФСР. Её ученики Ольга Абанкина и Андрей Букин.

## Спортивные достижения
С Вячеславом Маркиным
| Соревнования/Сезоны | 1960—1961 |
| ------------------- | --------- |
| Чемпионаты СССР     | 2         |

С Александром Трещёвым
| Соревнования/Сезоны | 1962—1963 | 1963—1964 | 1964—1965 |
| ------------------- | --------- | --------- | --------- |
| Чемпионаты Европы   | —         | —         | 13        |
| Чемпионаты СССР     | 1         | 2         |           |

С Сергеем Широковым
| Соревнования/Сезоны | 1965—1966 | 1966—1967 |
| ------------------- | --------- | --------- |
| Чемпионаты СССР     | 3         | 3         |